# Comuna Troianivka, Manevîci
Troianivka (în ucraineană Троянівка) este o comună în raionul Manevîci, regiunea Volînia, Ucraina, formată din satele Berejnîțea, Cersk, Maidan și Troianivka (reședința).

## Demografie
Componența lingvistică a satului Troianivka
     Ucraineană (99,7%)
     Alte limbi (0,2%)
Conform recensământului din 2001, majoritatea populației satului Troianivka era vorbitoare de ucraineană (99,7%), existând în minoritate și vorbitori de alte limbi.